# Chwytacz
Chwytacz to urządzenie mechaniczne służące do zatrzymania kabiny lub przeciwwagi dźwigu w przypadku przekroczenia
dopuszczalnej prędkości jazdy spowodowane spadkiem swobodnym. Dźwigi najczęściej wyposaża się w układ dwóch chwytaczy. 
W zależności od sposobu działania wyróżnia się:
- chwytacze blokujące (działające na zasadzie natychmiastowego zablokowania)
  - klinowy pojedynczy
  - podwójny
  - wałkowy (rolkowy)
  - mimośrodowy
- chwytacze blokujące z tłumieniem (reakcje działające na kabinę lub przeciwwagę spowodowane zadziałaniem chwytacza są ograniczone przez układ tłumiący)
- chwytacze ślizgowe (działające na zasadzie hamowania określoną siła tarcia)